# Nystalea ebalea
Nystalea ebalea är en fjärilsart som beskrevs av Pieter Cramer 1781. Nystalea ebalea ingår i släktet Nystalea och familjen tandspinnare. Inga underarter finns listade i Catalogue of Life.

## Bildgalleri

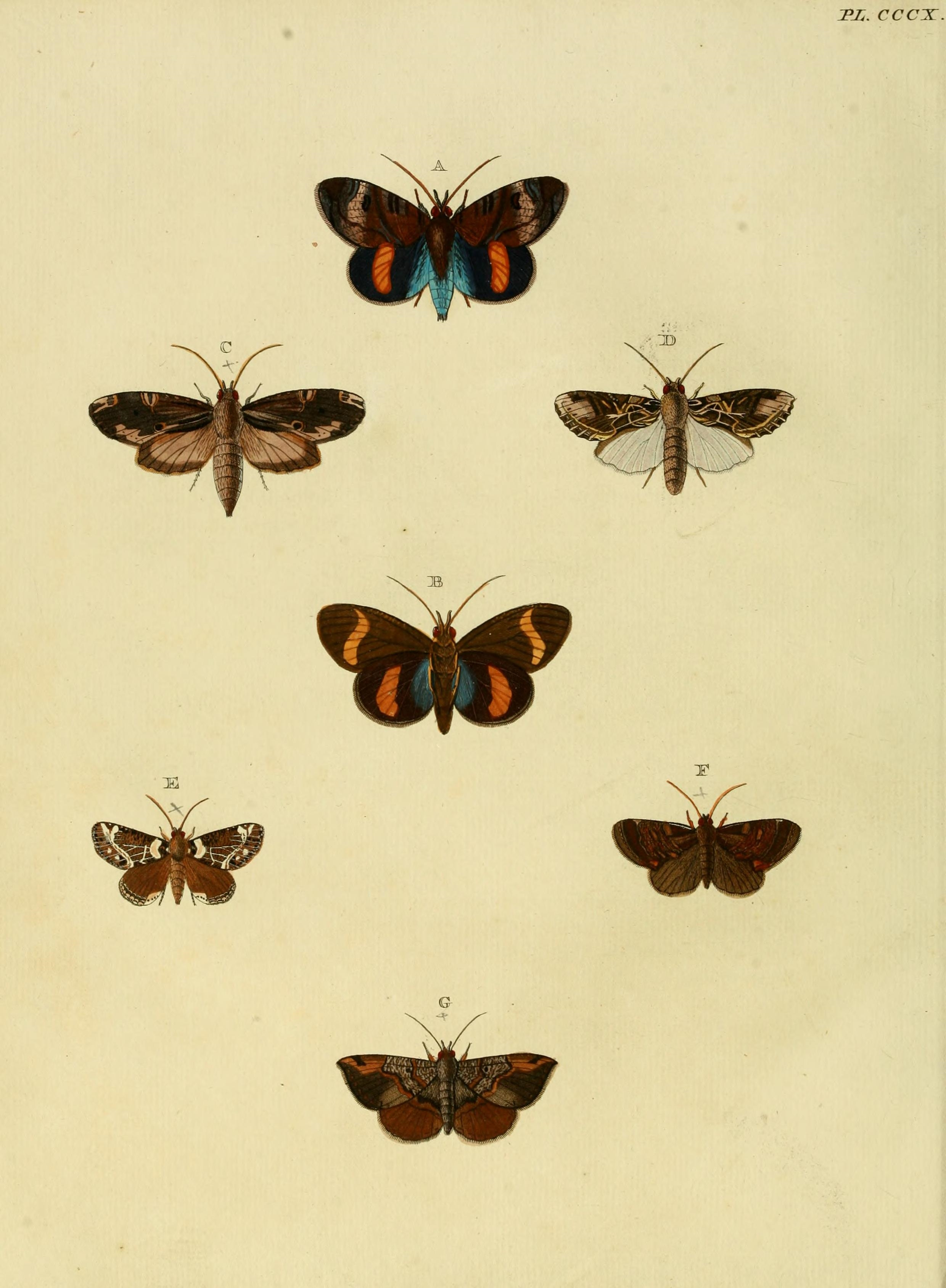